# Сент-Филип (Барбадос)
Сент-Филип (англ. Saint Philip ) — приход на юго-востоке Барбадоса.
Сент-Филип занимает самую большую территорию среди 11 приходов Барбадоса. В Сент-Филипе самая большая площадь возделывания сельскохозяйственных культур. В Сент-Филипе нет явного административного центра.
Сент-Филип — главный прибрежный район Барбадоса, связанный с местной нефтяной промышленностью.
Сент-Филип хорошо известен на местной музыкальной и развлекательной сцене благодаря своим артистам.

## Известные люди
Сандра Мейсон (род. 17 января 1949) — барбадосский политик, 1-й президент Барбадоса

## Галерея
- Сент-Филип на картине 1848 года
- Приходская церковь